# Львівський завод телеграфної апаратури
Львівський завод телеграфної апаратури (ЛЗТА) — підприємство Львова, що припинило свою діяльність.

## Історія

### 1946 - 1991
13 грудня 1944 року ЦК ВКП(б) та РНК СРСР прийняли постанову про індустріалізацію Львова, згідно з якою у квітні 1945 року ЦК КП(б)У та РНК УРСР прийняли постанову «Про відновлення та розвиток промисловості, транспорту та міського господарства міста Львів», що передбачала створення у місті заводу телеграфної та телефонної апаратури
У 1946 році до Львова прибуло обладнання Калузького електромеханічного заводу (під час війни евакуйованого у Саратов), внаслідок чого виник Львівський завод телефонно-телеграфної апаратури. У цьому ж році заводом було випущено першу продукцію: телефонні станції.
Надалі, у співпраці з ленінградським НДІ-778 завод освоїв випуск апаратури тональної та надтональної телеграфії, а з 1957 року освоїв випуск фототелеграфної апаратури.
У 1967 році на основі заводу було створене «Львівське виробниче об'єднання імені 50-річчя Великої Жовтневої Соціалістичної революції». Відповідно до наказу міністра радіопромисловості СРСР № 732 від 26 грудня 1973 року у склад виробничого об'єднання були включені Львівський завод телеграфної апаратури та СКБ «Фотон».
Розквіт підприємства припав на 1961–1990 роки, коли ним керував Михайло Вороненко, який ввів на підприємстві систему бездефектної праці. При ньому кількість співробітників ЛЗТА сягнула 11 000 осіб. Окрім телеграфної апаратури завод випускав музичні програвачі під маркою «Фенікс».
У 1988 р. вперше в Україні було започатковано цілеспрямований процес створення «зсередини» і «знизу» вільної профспілки на Львівському заводі телеграфної апаратури (ЛЗТА) шляхом підготовки демократичного обрання робітничих делегатів на весняну (1989 р.) конференцію ЛЗТА з метою повного опанування ними профкому діючої структури і використання його, як реального інструменту для побудови вільної профспілки.
Жовтень — листопад 1989 р. П'ять повних робочих днів засідань конференції протягом більш, як місяця її роботи, в умовах запеклої демократичної боротьби, призвело до отримання робітничими делегатами контрольної кількості мандатів у профкомі та утворення згодом незалежної профспілки об'єднання (ЛЗТА), яка здійснила ребрендинг на вільну професійну спілку «ВОЛЯ» (ВП «ВОЛЯ»). Головою профкому було обрано інженера-конструктора Олександра Джулика;
16 листопада 1989 р. — початок створення вільної профспілки «ВОЛЯ» та початок ВОСТ (профспілкового);
Грудень 1990 р. — лютий 1991 р. вперше в Україні за рівноправної участі всіх соціальних партнерів було проведено переможне для ВП «ВОЛЯ» опитування (соціальні вибори) на ЛЗТА для вільного волевиявлення працівників щодо підтвердження членства у профспілках, або права перебувати поза ними. Також був підтверджений регіональний статус ВП «ВОЛЯ», яка об'єднала найманих працівників різних професій та галузей ряду підприємств.

### Після 1991
21 жовтня 1993 року державний завод ЛЗТА був зареєстрований як державне підприємство «Львівський завод телеграфної апаратури» У 1994 році державне підприємство ЛЗТА було перетворене у відкрите акціонерне товариство «Львівський завод телеграфної апаратури».
Слідом за цим, у 1994 році у приміщення заводу у смт. Брюховичі була переведена Львівська обласна реабілітаційна лікарня.
У 1996 році завод був приватизований, після чого стан підприємства погіршився. Почався розпродаж приміщень
У серпні 1997 року завод був включений у перелік підприємств, що мають стратегічне значення для економіки та безпеки України.
У липні 1999 року відповідно до розпорядження Кабінету міністрів України контрольний пакет акцій заводу (у розмірі 25% + 1 акція) були закріплені у державній власності. Слідом за цим, весною 2001 року уряд дозволив Фонду державного майна України продаж 50% акцій підприємства.
У лютому 2002 року власником 78% акцій заводу (чисельність співробітників якого у цей час становила 1370 осіб) стала компанія «Українські промислові телекомунікації» (яка викупила їх у ФДМУ за 2,2 млн. гривень).
25 грудня 2002 року на території заводу був відкритий Технопарк ЛЗТА, до початку листопада 2007 року значна частина приміщень заводу була переобладнана у торговельно-офісні приміщення.
Проте, станом на початок 2008 року, завод мав можливість випускати:
- продукцію військового призначення (апаратура тонального телеграфування П-327-2, П-327-3, П-327-12 та ТТ-144; виріб АО-3029; комплекс П-161М; польовий безшнуровий телефонний комутатор П-193М2)[12]
- продукцію цивільного призначення

До початку 2008 року завод став одним з найбільших боржників серед підприємств Львівської області. Вступ України до СОТ у травні 2008 року та фінансово-економічна криза 2008 року ще більше ускладнили положення заводу. У результаті, у 2008 році ЛЗТА припинив роботу, а виробничі приміщення були переобладнані у офісний центр
У 2012 році відповідно до рішення Львівської міської ради частина земельної ділянки ЛЗТА (площею 1,34 га) була виділена під будівництво автостанції.
У березні 2012 року завод являв собою один з найбільших торговельно-офісних комплексів Львова, на території підприємства було розміщено близько 200 фірм та компаній, склади, гаражі та супермаркет «Скриня»